# Esterházy József (főispán)
Galántai gróf Esterházy József (Pozsony, 1760. november 1. – Románfalva, 1830. február 19.) Zemplén vármegye főispánja, főajtónálló.

## Élete
A Szent István-rend középkeresztes vitéze, császári és királyi kamarás, valóságos belső titkos tanácsos, főispán. Gróf Esterházy Imre lovassági tábornok és gróf Traun Anna Mária fia  volt. Zemplén megye főispánja és a magyar királyi udvari kancelláriánál referendárius volt.

## Munkái
Beszéde (Tekintetes Nemes Zemplén Vármegye… főispánjának előlülése alatt 1820. Sz. Iván hava 6. Sátorallya Ujhely város az építő szék alkalmatosságával tartatott). Sárospatak, 1820.